# Discografia di Britney Spears
Questa pagina contiene la discografia di Britney Spears: nove album di inediti, due raccolte e due di remix, un EP e numerosi singoli. Tutte le pubblicazioni della cantante sono state pubblicate dall'etichetta discografica Jive.
Nel 1997 la Spears firmò un contratto con la Jive Records e pubblicò il suo primo album di debutto, ...Baby One More Time, che uscì a gennaio 1999. L'album debuttò al primo posto nella classifica statunitense, dove fu certificato quattordici volte disco di platino. Sedici mesi dopo fu pubblicato il secondo album, Oops!... I Did It Again, che divenne l'album più venduto di sempre per una cantante femminile nella sua prima settimana, con 1.319.000 copie vendute solo negli Stati Uniti, record battuto ben 15 anni dopo da Adele con 25
Il suo terzo album Britney fu pubblicato a novembre 2001, e, nella prima settimana di vendita, ha venduto 746.000 copie solo negli Stati Uniti. Dopo due anni pubblicò il quarto album di inediti In the Zone a novembre 2003. Come secondo singolo da esso fu estratto Toxic che, grazie al successo ottenuto, la Spears vinse il suo primo Grammy Awards nella categoria "Best Dance Recording".
A novembre 2004 pubblicò la sua prima raccolta, intitotalata Greatest Hits: My Prerogative. Il disco ha venduto più di un milione di copie negli Stati Uniti e sette milioni di copie nel mondo. Il suo quinto album di inediti, Blackout, fu pubblicato a ottobre 2007. Ha debuttato al secondo posto nella classifica statunitense. Il disco ha venduto più  di tre milioni di copie nel mondo e sono stati estratti i singoli Gimme More, Piece of Me e Break the Ice, che ebbero un notevole successo.
L'anno dopo uscì Circus, che superò il successo dell'album precedente vendendo circa 5 milioni di copie nel mondo, aiutato dai singoli Womanizer e Circus. Nel 2011 esce Femme Fatale, che ebbe un buon successo vendendo più di 3 milioni di copie in tutto il mondo, nonostante i bassi numeri ottenuti rispetto agli album precedenti.
Nel 2013 esce Britney Jean, preceduto dal singolo Work Bitch e dalla ballad Perfume. Il 26 agosto 2016 la Spears pubblica il nono album Glory che ha debuttato alla numero 3 della billboard 200 con 111.000 copie (di cui solo 88.000 dalle vendite tradizionali). Ad oggi ha venduto 1 milione copie in tutto il mondo, risultando l'album di minor successo della Spears
Britney Spears è l'artista che ha venduto di più nel decennio 2000-2010.. Ad oggi ha venduto più di 150 milioni di album in tutto il mondo. L'Associazione Americana dell'Industria Discografica (RIAA) ha riconosciuto la Spears come l'ottava artista femminile, ad aver venduto di più dischi negli Stati Uniti, con 38.5 milioni di album venduti, e più di 57 milioni di singoli digitali in America diventando così un'artista musicale con maggiori vendite di tutti i tempi nel paese.

## Album

### Album in studio
| Anno | Dettagli                                                                                               | Posizioni massime | Posizioni massime | Posizioni massime | Posizioni massime | Posizioni massime | Posizioni massime | Posizioni massime | Posizioni massime | Posizioni massime | Posizioni massime | Certificazioni                                                                                                 |
| Anno | Dettagli                                                                                               | US                | AUS               | CAN               | FRA               | GER               | IRE               | ITA               | NL                | SWI               | UK                | Certificazioni                                                                                                 |
| ---- | --- | ----------------- | ----------------- | ----------------- | ----------------- | ----------------- | ----------------- | ----------------- | ----------------- | ----------------- | ----------------- | --- |
| 1999 | ...Baby One More Time - Pubblicato: 12 gennaio 1999 - Etichetta: Jive - Formati: CD, cassetta, vinile  | 1                 | 2                 | 1                 | 4                 | 1                 | 6                 | 11                | 3                 | 1                 | 2                 | - USA: Platino (14) - AUS: Platino (4) - CAN: Diamante - FRA: Platino (2) - ITA: Platino (2) - UK: Platino (4) |
| 2000 | Oops!... I Did It Again - Pubblicato: 16 maggio 2000 - Etichetta: Jive - Formati: CD, cassetta, vinile | 1                 | 2                 | 1                 | 1                 | 1                 | 3                 | 5                 | 1                 | 1                 | 2                 | - USA: Diamante - AUS: Platino (3) - CAN: Platino (5) - FRA: Platino - ITA: Platino (2) - UK: Platino (3)      |
| 2001 | Britney - Pubblicato: 5 novembre 2001 - Etichetta: Jive - Formati: CD, vinile, download                | 1                 | 4                 | 1                 | 2                 | 1                 | 3                 | 10                | 11                | 1                 | 4                 | - USA: Platino (4) - AUS: Platino (2) - CAN: Platino (3) - FRA: Platino - ITA: Platino - UK: Platino           |
| 2003 | In the Zone - Pubblicato: 16 novembre 2003 - Etichetta: Jive - Formati: CD, download digitale          | 1                 | 10                | 2                 | 1                 | 2                 | 3                 | 16                | 9                 | 6                 | 13                | - USA: Platino (3) - AUS: Platino - CAN: Platino (3) - FRA: Oro (2) - ITA: Oro - UK: Platino                   |
| 2007 | Blackout - Pubblicato: 26 ottobre 2007 - Etichetta: Jive - Formati: CD, download digitale              | 2                 | 3                 | 1                 | 2                 | 10                | 1                 | 6                 | 14                | 4                 | 2                 | - USA: Platino (2) - AUS: Platino - CAN: Platino - FRA: Oro - UK: Platino                                      |
| 2008 | Circus - Pubblicato: 28 novembre 2008 - Etichetta: Jive - Formati: CD, download digitale               | 1                 | 3                 | 1                 | 3                 | 9                 | 2                 | 9                 | 10                | 1                 | 4                 | - USA: Platino (3) - AUS: Platino (2) - CAN: Platino (3) - FRA: Platino - ITA: Oro - UK: Platino               |
| 2011 | Femme Fatale - Pubblicato: 25 marzo 2011 - Etichetta: Jive - Formati: CD, download digitale            | 1                 | 1                 | 1                 | 4                 | 10                | 4                 | 4                 | 7                 | 2                 | 8                 | - USA: Platino - AUS: Oro - CAN: Platino - FRA: Oro - UK: Oro                                                  |
| 2013 | Britney Jean - Pubblicato: 3 dicembre 2013 - Etichetta: RCA - Formati: CD, download digitale           | 4                 | 12                | 7                 | 21                | 20                | 15                | 14                | 36                | 9                 | 34                | - USA: Oro - CAN: Oro                                                                                          |
| 2016 | Glory - Pubblicato: 26 agosto 2016 - Etichetta: RCA - Formati: CD, LP, download digitale, streaming    | 3                 | 4                 | 4                 | 6                 | 3                 | 1                 | 1                 | 8                 | 4                 | 2                 | - CAN: Oro |

### Raccolte
| Anno | Dettagli | Posizioni massime | Posizioni massime | Posizioni massime | Posizioni massime | Posizioni massime | Posizioni massime | Posizioni massime | Posizioni massime | Posizioni massime | Posizioni massime | Certificazioni                                                                                           |
| Anno | Dettagli | US                | AUS               | CAN               | FRA               | GER               | IRE               | ITA               | NL                | SWI               | UK                | Certificazioni                                                                                           |
| ---- | --- | ----------------- | ----------------- | ----------------- | ----------------- | ----------------- | ----------------- | ----------------- | ----------------- | ----------------- | ----------------- | --- |
| 2004 | Greatest Hits: My Prerogative - Pubblicato: 9 novembre 2004 - Etichetta: Jive - Formati: CD, download digitale                  | 4                 | 4                 | 3                 | 1                 | 4                 | 1                 | 7                 | 7                 | 6                 | 2                 | - USA: Platino - AUS: Platino (2) - CAN: Platino (2) - FRA: Platino - ITA: Platino (2) - UK: Platino (3) |
| 2005 | B in the Mix: The Remixes - Pubblicato: 22 novembre 2005 - Etichetta: Jive - Formati: CD, download digitale                     | 134               | —                 | —                 | 32                | —                 | —                 | 59                | —                 | —                 | 98                | |
| 2009 | The Singles Collection - Pubblicato: 10 novembre 2009 - Etichetta: Jive - Formati: CD, download digitale                        | 22                | 23                | 19                | 10                | 80                | 30                | 27                | 77                | 51                | 38                | - CAN: Oro - UK: Oro                                                                                     |
| 2011 | B in the Mix: The Remixes Vol. 2 - Pubblicato: 7 ottobre 2011 - Etichetta: Jive - Formati: CD, download digitale                | 47                | —                 | 53                | 57                | —                 | —                 | 29                | —                 | —                 | 171               | |
| 2012 | Oops!... I Did It Again: The Best of Britney Spears - Pubblicato: 15 giugno 2012 - Etichetta: Jive/RCA - Formati: CD            | —                 | —                 | —                 | —                 | —                 | —                 | —                 | —                 | —                 | —                 | |
| 2012 | Playlist: The Very Best of Britney Spears - Pubblicato: 6 novembre 2012 - Etichetta: Legacy - Formati: CD, download digitale    | 111               | —                 | —                 | —                 | —                 | —                 | —                 | —                 | —                 | —                 | |
| 2013 | The Essential Britney Spears - Pubblicato: 20 agosto 2013 - Etichetta: Jive, Legacy Recordings - Formati: CD, download digitale | —                 | —                 | —                 | —                 | —                 | —                 | —                 | —                 | —                 | —                 | |

### Album video
| Anno | Dettagli | Posizioni massime | Posizioni massime | Posizioni massime | Posizioni massime | Posizioni massime | Posizioni massime | Posizioni massime | Posizioni massime | Posizioni massime | Certificazioni                                                  |
| Anno | Dettagli | US                | AUS               | CAN               | FRA               | GER               | IRE               | ITA               | NL                | SWI               | Certificazioni                                                  |
| ---- | --- | ----------------- | ----------------- | ----------------- | ----------------- | ----------------- | ----------------- | ----------------- | ----------------- | ----------------- | --------------------------------------------------------------- |
| 1999 | Time Out with Britney Spears - Pubblicato: 21 dicembre 1999 - Etichetta: Jive Records - Formati: DVD, VHS   | —                 | —                 | —                 | —                 | —                 | —                 | —                 | —                 | —                 | - USA: Platino                                                  |
| 2000 | Britney Spears: Live and More! - Pubblicato: 21 novembre 2000 - Etichetta: Jive Records - Formati: DVD, VHS | 3                 | —                 | —                 | —                 | —                 | —                 | —                 | —                 | —                 | - USA: Platino (3) - Francia: Platino                           |
| 2001 | Britney: The Videos - Pubblicato: 20 novembre 2001 - Etichetta: Jive Records - Formati: DVD                 | —                 | —                 | —                 | —                 | —                 | —                 | —                 | —                 | —                 |                                                                 |
| 2002 | Live from Las Vegas - Pubblicato: 12 febbraio 2002 - Etichetta: Jive Records - Formati: DVD                 | 1                 | 1                 | —                 | —                 | —                 | —                 | —                 | —                 | —                 | - USA: Platino (2)                                              |
| 2004 | Britney Spears: In the Zone - Pubblicato: 6 aprile 2004 - Etichetta: Jive Records - Formati: DVD/CD         | —                 | —                 | —                 | —                 | —                 | —                 | —                 | —                 | —                 |                                                                 |
| 2004 | Greatest Hits: My Prerogative - Pubblicato: 9 novembre 2004 - Etichetta: Jive Records - Formati: DVD        | 3                 | 1                 | —                 | —                 | —                 | —                 | 7                 | —                 | —                 | - USA: Platino (2) - AUS: Platino (2) - FRA: Platino - ITA: Oro |
| 2005 | Britney & Kevin: Chaotic - Pubblicato: 27 settembre 2005 - Etichetta: Jive Records - Formati: DVD/CD        | —                 | —                 | —                 | —                 | —                 | —                 | —                 | —                 | —                 |                                                                 |
| 2009 | Britney: For the Record - Pubblicato: 7 aprile 2007 - Etichetta: Jive Records - Formati: DVD/CD             | —                 | —                 | —                 | —                 | —                 | —                 | —                 | —                 | —                 |                                                                 |
| 2011 | The Femme Fatale Tour - Pubblicato: 21 novembre 2011 - Etichetta: RCA - Formati: Blu-Ray, DVD/CD            | 2                 | 8                 | —                 | 4                 | —                 | 6                 | 1                 | 24                | 1                 |                                                                 |

## Extended play
| Anno | Dettagli |
| ---- | --- |
| 2005 | Britney & Kevin: Chaotic - Pubblicato: 27 settembre 2005 - Etichetta: Jive - Formati: CD                       |
| 2005 | Key Cuts from Remixed - Pubblicato: 2005 - Etichetta: Jive - Formati: CD, LP in vinile                         |
| 2025 | Britney4ever - Pubblicato: 3 giugno 2025 - Etichetta: RCA Records - Formati: CD, download digitale e streaming |

## Singoli

### Come artista principale
| Anno | Titolo                             | Posizioni massime | Posizioni massime | Posizioni massime | Posizioni massime | Posizioni massime | Posizioni massime | Posizioni massime | Posizioni massime | Posizioni massime | Posizioni massime | Certificazioni     | Album                         |
| Anno | Titolo                             | US                | AUS               | CAN               | FRA               | GER               | IRE               | ITA               | NL                | SWI               | UK                | Certificazioni     | Album                         |
| ---- | ---------------------------------- | ----------------- | ----------------- | ----------------- | ----------------- | ----------------- | ----------------- | ----------------- | ----------------- | ----------------- | ----------------- | ------------------ | ----------------------------- |
| 1998 | ...Baby One More Time              | 1                 | 1                 | 1                 | 1                 | 1                 | 1                 | 1                 | 1                 | 1                 | 1                 | - USA: Platino (5) | ...Baby One More Time         |
| 1999 | Sometimes                          | 21                | 2                 | 7                 | 13                | 6                 | 5                 | 6                 | 1                 | 7                 | 3                 | - USA: Oro         | ...Baby One More Time         |
| 1999 | (You Drive Me) Crazy               | 10                | 12                | 3                 | 2                 | 4                 | 3                 | 7                 | 2                 | 4                 | 5                 | - USA: Platino     | ...Baby One More Time         |
| 1999 | Born to Make You Happy             | —                 | —                 | 21                | 9                 | 3                 | 1                 | 7                 | 6                 | 3                 | 1                 |                    | ...Baby One More Time         |
| 1999 | From the Bottom of My Broken Heart | 14                | 37                | 25                | —                 | —                 | —                 | 50                | —                 | —                 | 178               | - USA: Platino     | ...Baby One More Time         |
| 2000 | Oops!... I Did It Again            | 9                 | 1                 | 1                 | 4                 | 2                 | 2                 | 1                 | 1                 | 1                 | 1                 | - USA: Platino (3) | Oops!... I Did It Again       |
| 2000 | Lucky                              | 23                | 3                 | 2                 | 16                | 1                 | 2                 | 8                 | 4                 | 1                 | 5                 | - USA: Platino     | Oops!... I Did It Again       |
| 2000 | Stronger                           | 11                | 13                | 9                 | 20                | 4                 | 6                 | 1                 | 12                | 6                 | 7                 | - USA: Platino     | Oops!... I Did It Again       |
| 2001 | Don't Let Me Be the Last to Know   | —                 | —                 | 34                | 27                | 12                | 12                | 22                | 21                | 9                 | 12                |                    | Oops!... I Did It Again       |
| 2001 | I'm a Slave 4 U                    | 27                | 7                 | 8                 | 8                 | 3                 | 6                 | 4                 | 9                 | 7                 | 4                 | - USA: Platino     | Britney                       |
| 2001 | Overprotected                      | 86                | 16                | 22                | 15                | —                 | 9                 | 9                 | 12                | —                 | 4                 | - USA: Oro         | Britney                       |
| 2002 | I'm Not a Girl, Not Yet a Woman    | 102               | 7                 | —                 | 25                | 10                | 3                 | 16                | 9                 | 16                | 2                 |                    | Britney                       |
| 2002 | Anticipating                       | —                 | —                 | —                 | 38                | —                 | —                 | —                 | —                 | —                 | —                 |                    | Britney                       |
| 2002 | I Love Rock 'n' Roll               | —                 | 13                | 33                | —                 | 7                 | 8                 | 20                | 18                | 15                | 13                |                    | Britney                       |
| 2002 | Boys (con Pharrell Williams)       | 122               | 14                | 21                | 55                | 19                | 10                | 30                | 13                | 20                | 7                 |                    | Britney                       |
| 2003 | Me Against the Music (con Madonna) | 35                | 1                 | 2                 | 11                | 5                 | 1                 | 2                 | 5                 | 4                 | 2                 | - USA: Oro         | In the Zone                   |
| 2004 | Toxic                              | 9                 | 1                 | 1                 | 3                 | 4                 | 1                 | 4                 | 6                 | 4                 | 1                 | - USA: Platino (6) | In the Zone                   |
| 2004 | Everytime                          | 15                | 1                 | 2                 | 2                 | 4                 | 1                 | —                 | 4                 | 6                 | 1                 | - USA: Platino     | In the Zone                   |
| 2004 | Outrageous                         | 79                | —                 | —                 | —                 | —                 | —                 | —                 | —                 | —                 | —                 |                    | In the Zone                   |
| 2004 | I've Just Begun (Having My Fun)    | —                 | —                 | —                 | —                 | —                 | —                 | —                 | —                 | —                 | —                 |                    | Greatest Hits: My Prerogative |
| 2004 | My Prerogative                     | 101               | 7                 | —                 | 18                | 3                 | 1                 | 1                 | 10                | 4                 | 3                 | - USA: Oro         | Greatest Hits: My Prerogative |
| 2005 | Do Somethin'                       | 100               | 8                 | —                 | 70                | 18                | 4                 | —                 | 13                | 11                | 6                 | - USA: Oro         | Greatest Hits: My Prerogative |
| 2005 | Someday (I Will Understand)        | —                 | —                 | —                 | —                 | 22                | —                 | 7                 | 36                | 8                 | —                 |                    | Britney & Kevin: Chaotic      |
| 2005 | And Then We Kiss                   | —                 | —                 | —                 | —                 | —                 | —                 | —                 | —                 | —                 | —                 |                    | B in the Mix: The Remixes     |
| 2007 | Gimme More                         | 3                 | 3                 | 1                 | 5                 | 7                 | 2                 | 2                 | 35                | 4                 | 3                 | - USA: Platino (4) | Blackout                      |
| 2007 | Piece of Me                        | 18                | 2                 | 5                 | —                 | 7                 | 1                 | 5                 | 41                | 19                | 2                 | - USA: Platino (2) | Blackout                      |
| 2008 | Break the Ice                      | 43                | 23                | 9                 | —                 | 25                | 7                 | 9                 | 61                | 63                | 15                | - USA: Platino     | Blackout                      |
| 2008 | Womanizer                          | 1                 | 5                 | 1                 | 1                 | 4                 | 2                 | 7                 | 8                 | 2                 | 3                 | - USA: Platino (5) | Circus                        |
| 2008 | Circus                             | 3                 | 6                 | 2                 | 19                | 11                | 12                | 75                | 41                | 19                | 13                | - USA: Platino (5) | Circus                        |
| 2009 | If U Seek Amy                      | 19                | 11                | 13                | 11                | 36                | 11                | 46                | 63                | 61                | 20                | - USA: Platino (2) | Circus                        |
| 2009 | Radar                              | 88                | 46                | 65                | 44                | —                 | 32                | —                 | —                 | —                 | 46                | - USA: Platino     | Circus                        |
| 2009 | 3                                  | 1                 | 6                 | 1                 | 10                | 18                | 7                 | 19                | 57                | 8                 | 7                 | - USA: Platino (3) | The Singles Collection        |
| 2011 | Hold It Against Me                 | 1                 | 4                 | 1                 | 31                | 23                | 5                 | 2                 | 20                | 7                 | 6                 | - USA: Platino (2) | Femme Fatale                  |
| 2011 | Till the World Ends                | 3                 | 8                 | 4                 | 8                 | 27                | 7                 | 30                | 29                | 7                 | 21                | - USA: Platino (4) | Femme Fatale                  |
| 2011 | I Wanna Go                         | 7                 | 31                | 5                 | 5                 | 32                | 41                | 43                | 22                | 27                | 111               | - USA: Platino (2) | Femme Fatale                  |
| 2011 | Criminal                           | 55                | —                 | 16                | 13                | —                 | —                 | —                 | —                 | 33                | —                 | - USA: Platino     | Femme Fatale                  |
| 2013 | Ooh La La                          | 54                | —                 | 37                | 73                | 86                | —                 | 63                | —                 | —                 | 72                |                    | I Puffi 2: Colonna Sonora     |
| 2013 | Work Bitch                         | 12                | 30                | 5                 | 6                 | 36                | 13                | 6                 | 45                | 25                | 7                 | - USA: Platino (2) | Britney Jean                  |
| 2013 | Perfume                            | 76                | 61                | 70                | 34                | 78                | 36                | 22                | 100               | 74                | —                 |                    | Britney Jean                  |
| 2015 | Pretty Girls (con Iggy Azalea)     | 29                | 40                | 24                | 25                | 88                | 64                | 75                | —                 | —                 | 16                | - USA: Oro         | /                             |
| 2016 | Make Me... (con G-Eazy)            | 17                | 39                | 20                | 11                | 71                | 51                | 56                | —                 | —                 | 42                | - USA: Platino     | Glory                         |
| 2016 | Slumber Party (feat. Tinashe)      | 86                | —                 | 51                | 121               | —                 | —                 | —                 | —                 | —                 | 73                |                    | Glory                         |
| 2020 | Mood Ring                          | —                 | —                 | —                 | —                 | —                 | —                 | —                 | —                 | —                 | —                 |                    | Glory                         |
| 2020 | Swimming in the Stars              | —                 | —                 | 25                | —                 | 28                | —                 | —                 | 37                | —                 | —                 |                    | Glory                         |
| 2020 | Matches (con i Backstreet Boys)    | —                 | —                 | —                 | —                 | —                 | —                 | —                 | —                 | —                 | —                 |                    | Glory                         |
| 2022 | Hold Me Closer (con Elton John)    | 6                 | 1                 | 3                 | 65                | 31                | 2                 | 83                | 45                | 7                 | 3                 |                    | The Lockdown Sessions         |
| 2023 | Mind Your Business (con will.i.am) | —                 | —                 | —                 | —                 | —                 | —                 | —                 | —                 | —                 | —                 |                    | /                             |

### Come artista ospite
| Anno | Titolo                                            | Posizioni massime | Posizioni massime | Posizioni massime | Posizioni massime | Posizioni massime | Posizioni massime | Posizioni massime | Posizioni massime | Posizioni massime | Posizioni massime | Certificazioni     | Album      |
| Anno | Titolo                                            | US                | AUS               | CAN               | FRA               | GER               | IRE               | ITA               | NL                | SWI               | UK                | Certificazioni     | Album      |
| ---- | ------------------------------------------------- | ----------------- | ----------------- | ----------------- | ----------------- | ----------------- | ----------------- | ----------------- | ----------------- | ----------------- | ----------------- | ------------------ | ---------- |
| 2001 | What's Going On (Artisti Contro l'AIDS nel Mondo) | 35                | 38                | —                 | —                 | —                 | —                 | —                 | —                 | 35                | 55                |                    | /          |
| 2012 | Scream & Shout (will.i.am feat. Britney Spears)   | 3                 | 2                 | 1                 | 1                 | 1                 | 1                 | 1                 | 1                 | 1                 | 1                 | - USA: Platino (3) | #willpower |